# 브라후이인
브라후이인(Brahui)은 파키스탄의 발루치스탄 지역에서 드라비다어족 언어를 사용하는 민족집단을 가리키는 말이다. 이들의 언어는 브라후이어로 불리며, 퀘타의 남쪽 지대에 주로 분포한다. 대부분 수니파 이슬람교를 믿는다. 유목 또는 준-유목 생활을 하는 소수의 브라후이인 집단이 아프가니스탄이나 이란에도 거주하며, 투르크메니스탄의 메르브 인근에서도 발견된 바 있다.
다만 많은 브라후이인은 민족 정체성이 모호하여 발루치족의 일부로 간주되는 경우도 많다. 언어가 이들을 가르는 기준이 되어왔으나 상당수 브라후이족 인구가 브라후이어를 발루치어 다음의 제2언어로 사용하거나 아예 사용하지 않는 경우가 늘고 있으며 한편 역으로 일부 발루치족이 브라후이어를 구사하기도 한다.

## 같이 보기
- 브라후이어
- 발루치족